# Palleau
Palleau ist eine französische Gemeinde mit 254 Einwohnern (Stand: 1. Januar 2022) im Département Saône-et-Loire in der Region Bourgogne-Franche-Comté (vor 2016 Bourgogne). Sie gehört zum Arrondissement Chalon-sur-Saône und ist Teil des Kantons Gergy (bis 2015 Verdun-sur-le-Doubs).

## Geografie
Palleau liegt etwa 28 Kilometer nordöstlich von Chalon-sur-Saône am Fluss Dheune, in den hier seine Zuflüsse Meuzin und Bouzaise einmünden. Umgeben wird Palleau von den Nachbargemeinden Corgengoux im Norden, Labergement-lès-Seurre im Nordosten, Chivres im Osten, Écuelles im Osten und Südosten, Bragny-sur-Saône im Süden, Saint-Martin-en-Gâtinois im Süden und Südwesten sowie Chevigny-en-Valière im Westen.

## Bevölkerungsentwicklung
| Jahr                      | 1962 | 1968 | 1975 | 1982 | 1990 | 1999 | 2006 | 2011 | 2016 |
| Einwohner                 | 166  | 129  | 130  | 115  | 99   | 109  | 175  | 209  | 237  |
| Quelle: Cassini und INSEE |      |      |      |      |      |      |      |      |      |

## Sehenswürdigkeiten
- Kirche Saint-Pierre-aux-Liens, früheres Priorat Saint-Pierre

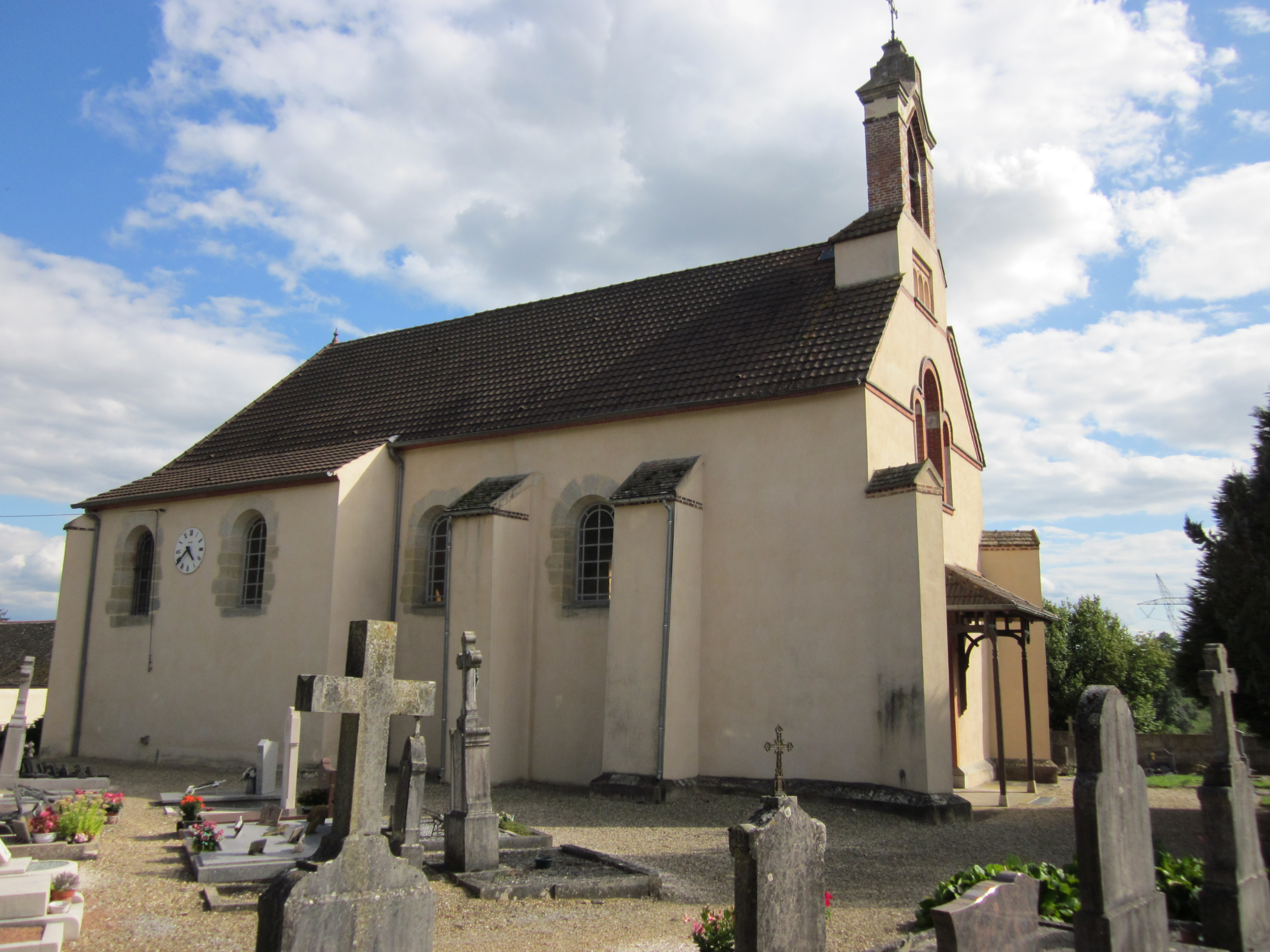
Kirche Saint-Pierre-aux-Liens

- Kapelle Sainte-Anne